# What the World Needs Now Is Love
What the World Needs Now Is Love es una canción de 1965 con letra de Hal David y música compuesta por Burt Bacharach. Grabado por primera vez y popularizado por Jackie DeShannon, fue lanzado el 15 de abril de 1965 por el sello discográfico Imperial Records. Alcanzó el puesto número siete en el US Hot 100 en julio de ese año. En Canadá, la canción alcanzó el número uno.

## Composición
El compositor Burt Bacharach reveló en su autobiografía de 2014 que esta canción tenía una de las letras más difíciles que jamás hubiera escritor Hal David, a pesar de ser engañosamente simple. Explicó que tenían la melodía principal y el coro escritos en 1962, centrados en un tempo de vals, pero le tomó otros dos años a David finalmente encontrar la letra. Una vez resueltos los versos, Bacharach dijo que la canción esencialmente "se escribió sola" y la terminaron en uno o dos días.
El éxito de la canción cogió completamente por sorpresa a los dos compositores, ya que eran muy conscientes de la controversia y los desacuerdos entre los estadounidenses sobre la Guerra de Vietnam, que fue el subtexto de la letra. Bacharach ha utilizado continuamente la canción como introducción y final para la mayoría de sus apariciones en conciertos en vivo hasta bien entrada la década de 2000.

## Grabación
La canción se le ofreció originalmente a la cantante Dionne Warwick, quien la rechazó en ese momento, diciendo que sentía que era "demasiado country" para su gusto y "demasiado sermoneadora"  aunque más tarde la grabó para su álbum Here Where There Is Love (Warwick también grabó una segunda versión en 1996). Bacharach inicialmente no creía en la canción y se mostró reacio a tocarla para DeShannon. La canción también fue rechazada por Gene Pitney, supuestamente por una disputa financiera. La versión de DeShannon se grabó el 23 de marzo de 1965 en los Bell Sound Studios de Nueva York. Bacharach arregló, dirigió y produjo la sesión. En 1966, The Chambers Brothers grabaron una versión soul de "What the World Needs Now Is Love" usando armonías góspel, en su álbum The Time Has Come. 
Una versión instrumental de la canción se presentó regularmente en el Jerry Lewis MDA Telethon durante muchos años.
Burt Bacharach interpreta una versión de la canción en la película estadounidense de 1997 Austin Powers: International Man of Mystery. El director de la película describe la actuación de Bacharach como "el corazón de nuestra película".
Missi Hale interpreta una versión de la canción para los créditos finales de la película animada The Boss Baby.

## Versión de Tom Clay
Además de la exitosa grabación de DeShannon y las numerosas versiones, "What the World Needs Now is Love" sirvió como base para un distintivo remix de 1971. El disc jockey Tom Clay estaba trabajando en la emisora de radio KGBS en Los Ángeles, cuando creó el sencillo "What the World Needs Now is Love/ Abraham, Martin and John" (combinado la canción de 1968, de Dion DiMucci), que se convirtió en un disco de éxito ese verano. La canción comienza con un hombre que le pide a una niña que defina palabras como intolerancia, segregación y odio (a lo que la niña responde que no sabe), ella dice que el prejuicio es "cuando alguien está enfermo". Después de eso, hay un fragmento de sonido de un sargento de instrucción que dirige un pelotón al entrenamiento, junto con efectos de sonido de disparos, después de lo cual hay fragmentos de las dos canciones, ambas grabadas por un grupo de músicos de sesión. Se intercalan extractos de discursos de John F. Kennedy, Robert F. Kennedy, el discurso fúnebre dado por Ted Kennedy después del asesinato de Robert, y Martin Luther King Jr., y fragmentos de noticias de cobertura de cada asesinato. El final de la canción es una repetición de la introducción.
"What the World Needs Now is Love / Abraham, Martin and John" subió al número 8 en el Billboard Hot 100 en agosto de 1971 y fue el único éxito entre los 40 primeros de Clay.